# Skålsjön, Dalarna
Skålsjön är en sjö i Leksands kommun i Dalarna och ingår i Dalälvens huvudavrinningsområde. Sjön har en area på 0,24 kvadratkilometer och ligger 302,8 meter över havet.

## Delavrinningsområde
Skålsjön ingår i det delavrinningsområde (672813-142905) som SMHI kallar för Inloppet i Siksjön. Medelhöjden är 313 meter över havet och ytan är 2,38 kvadratkilometer. Det finns inga avrinningsområden uppströms utan avrinningsområdet är högsta punkten. Vattendraget som avvattnar avrinningsområdet har biflödesordning 4, vilket innebär att vattnet flödar genom totalt 4 vattendrag innan det når havet efter 327 kilometer. Avrinningsområdet består mestadels av skog (53 procent) och sankmarker (37 procent). Avrinningsområdet har 0,24 kvadratkilometer vattenytor vilket ger det en sjöprocent på 10,1 procent.